# Білюнай (Расейняйський район)
Білюнай (Biliūnai) — село у Литві, Расейняйський район, Ґіркалніське староство, протікає річка Шалтуона.

## Принагідно
- Tourist attractions in Raseiniai district[недоступне посилання з червня 2019]

| Литва | Це незавершена стаття з географії Литви. Ви можете допомогти проєкту, виправивши або дописавши її. |